# Treverer
Treverer var en av de ursprungligen germanska folkstammar som gick över floden Rhen in i Gallien och så småningom blev assimilerade av den keltiska (galliska) inhemska kulturen. De slog sig ner väster om Rhen vid floden Mosel cirka 200 f.Kr. De deltog i det galliska upproret mot romarna, och speciellt år 54 f.Kr. när de tillsammans med nervierna åter gjort ett uppror som slutgiltigt slogs ner av Julius Caesar.
Deras namn finns bevarat i ortnamnet Trier.